# دریاچه گرویر
دریاچه گرویر (به لاتین: Lake of Gruyère) یک منطقهٔ مسکونی و دریاچه در سوئیس است که در کانتون فریبورگ واقع شده‌است.